# Brevibarbis argyropterus
Brevibarbis argyropterus là một loài côn trùng trong họ Ascalaphidae thuộc bộ Neuroptera. Loài này được E. L. Taschenberg miêu tả năm 1879.